# Tuner (band)
Tuner is een samenwerkingsverband van Pat Mastelotto en Markus Reuter.

## Geschiedenis
Pat Mastelotto is voornamelijk bekend vanuit de tijd dat hij speelde bij King Crimson. Hij speelde daar slagwerk en percussie en andere zaken die met ritme te maken hadden.

Markus Reuter is een muzikant die bij "Jan en alleman" heeft gemusiceerd, de laatste jaren voornamelijk in Centrozoon, die ritmegevoelige muziek maakt. In 2005 richten ze samen Tuner op.
Gezien het vorenstaande is het niet zo vreemd, dat de albums, die inmiddels zijn uitgegeven erg ritmisch georiënteerd zijn. Zowel Mastelotto en Reuter zijn druk bezet; vraag is dan ook of meer albums zullen volgen.

## Discografie

### Totem
- 2005: Totem
- 2007: Pole
- 2008: Müüt